# ホセ・ミルトン・メルガル
ホセ・ミルトン・メルガル（José Milton Melgar Soruco、1959年9月20日 - ）は、ボリビア・サンタ・クルス・デ・ラ・シエラ出身の元サッカー選手、サッカー指導者。元ボリビア代表である。現役時代のポジションはMF。

## 経歴
コパ・リベルタドーレスには通算53試合に出場し、2得点した。1994年、アメリカW杯に出場した。引退後は国内のクラブやU-20の監督を務め、2006年にはエボ・モラレス大統領の下、ボリビアのスポーツ大臣の地位に就いたが、1年後に辞職した。

## 所属クラブ
- 1979-1985  クルブ・ブルーミング
- 1985-1988  ボカ・ジュニアーズ
- 1988-1989  CAリーベル・プレート
- 1989  クラブ・ボリバル
- 1990  オリエンテ・ペトロレーロ
- 1991  クルブ・ブルーミング
- 1992  エベルトン・デ・ビニャ・デル・マール
- 1993  ザ・ストロンゲスト
- 1994  CDコブレロア
- 1995  クラブ・ボリバル
- 1996  レアル・サンタ・クルス
- 1997  クルブ・ブルーミング

## 代表歴

### 出場大会
- ボリビア代表
  - 1994 FIFAワールドカップ (グループリーグ敗退)

### 試合数
- 国際Aマッチ 89試合 6得点（1980年-1997年）[1]

| ボリビア代表 | 国際Aマッチ | 国際Aマッチ |
| 年           | 出場        | 得点        |
| ------------ | ----------- | ----------- |
| 1980         | 3           | 0           |
| 1981         | 1           | 0           |
| 1982         | 0           | 0           |
| 1983         | 7           | 1           |
| 1984         | 0           | 0           |
| 1985         | 6           | 0           |
| 1986         | 0           | 0           |
| 1987         | 1           | 0           |
| 1988         | 0           | 0           |
| 1989         | 10          | 1           |
| 1990         | 0           | 0           |
| 1991         | 6           | 0           |
| 1992         | 0           | 0           |
| 1993         | 21          | 3           |
| 1994         | 14          | 0           |
| 1995         | 9           | 1           |
| 1996         | 4           | 0           |
| 1997         | 7           | 0           |
| 通算         | 89          | 6           |

## 指導歴
- 2000  オリエンテ・ペトロレーロ
- 2000  クルブ・ブルーミング
- 2002-2003  ボリビア U-20
- 2003  オリエンテ・ペトロレーロ

## タイトル
- クルブ・ブルーミング
  - リーガ・デ・フットボル・プロフェシオナル・ボリビアーノ 1984
- オリエンテ・ペトロレロ
  - リーガ・デ・フットボル・プロフェシオナル・ボリビアーノ 1990
- ザ・ストロンゲスト
  - リーガ・デ・フットボル・プロフェシオナル・ボリビアーノ 1993